# عثمان آرپاجی اوغلو
عثمان آرپاجی اوغلو (انگلیسی: Osman Arpacıoğlu; ۵ ژانویهٔ ۱۹۴۷ – ۵ دسامبر ۲۰۲۱ (۷۴ سال)) بازیکن فوتبال اهل ترکیه بود.
از باشگاه‌هایی که در آن بازی کرده‌است می‌توان به باشگاه فوتبال مرسین و باشگاه فوتبال فنرباغچه اشاره کرد.
وی همچنین در تیم ملی فوتبال ترکیه بازی کرده‌است.